# 象豬交合
〈象豬交合〉（英語：An Elephant Makes Love to a Pig）是美國成人動畫電視劇《南方四賤客》第1季的第5集，於1997年9月10日透過喜劇中心頻道在美國首播。在該集中，屎蛋、凱子、阿ㄆㄧㄚˇ及阿尼打算讓凱子的寵物象和阿ㄆㄧㄚˇ的寵物豬雜交，生出和豬一樣大的象，同時完成基因工程的課堂作業。與此同時，屎蛋試圖與時常毆打他的姊姊雪泥打交道，而瘋狂科學家老怪博士創造出來的屎蛋複製人跑到鎮上肆虐。
該集由《南方四賤客》的兩位主創特雷·帕克和馬特·斯通編劇，而丹·史特林也參與了劇本創作。《象豬交合》既是對基因工程的戲仿，也是對其邪惡一面的陳述。雪泥、屎蛋的母親雪倫以及老怪博士（參考自1996年電影《攔截人魔島》的主角）在該集中是首度登場。另外，屎蛋被雪泥毆打的情節源自帕克本人幼年時被姊姊欺負的經歷，且帕克的姊姊就叫做雪泥。《象豬交合》在播出後廣受好評，獲評為最受歡迎的《南方四賤客》早期集數之一。部分評論家稱讚該集對基因工程的諷刺。

## 劇情
屎蛋、凱子、阿ㄆㄧㄚˇ及阿尼在巴士站等校車，這時阿ㄆㄧㄚˇ注意到屎蛋的黑眼圈，屎蛋解釋說他的姊姊雪泥常常揍他。凱子也面臨自己的問題：他的母親不肯讓他把寵物象養在屋子裡。在學校，葛屁老師教到有關基因工程的知識，凱子因此決定要讓自己的寵物象和阿ㄆㄧㄚˇ的寵物大肚豬Fluffy雜交，生出一隻「像豬一樣大的象」（以下簡稱小豬象），如此一來他就可以將牠養在屋裡了。得知凱子的計畫後，凱子的一位同學小怪（Terrance Mephesto）向凱子打賭，說自己能在凱子創造一隻小豬象前做出一個複製人。葛屁老師建議他們將成品拿來當做作業，並推薦他們去一個地方——南方公园基因工程實驗室。
在實驗室，老怪博士（同時也是小怪的父親）先向屎蛋等人展示他基因工程的成果，包含有四對臀部的猴子、鴕鳥和貓鼬。接著，老怪博士告訴他們，小豬象是不可能成真的，就像Loverboy唱的那樣：「豬和大象的DNA不能結合」。他偷偷從屎蛋身上抽了點血，還打算要拿幾根屎蛋的頭髮，嚇得屎蛋等人逃出實驗室。回到學校，小怪拿出一隻複製出來的人腳炫耀。屎蛋等人跑去找老爹問有關小豬象的問題，老爹同樣引用了Loverboy的那首歌。不過老爹提出了一個點子：讓豬和大象直接交配。
與此同時，屎蛋試圖打親情牌來感動姊姊雪泥，但雪泥並不領情，而老怪博士與助手為小怪則複製出了屎蛋的複製人。一天晚上，屎蛋等人試圖將凱子的寵物象和Fluffy灌醉，但徒勞無功。這時，老爹開始唱起情歌營造氣氛，還請艾爾頓·強串場演出。在歌聲之下，不只大象和Fluffy開始交配，全南方公园的男女也開始親熱。但在他們成功的同時，屎蛋的複製人從實驗室失控逃脫，到鎮上肆虐。屎蛋等人將複製人引到屎蛋家中，要他對付雪泥，但複製人又失控，把阿尼扔進微波爐殺死，還把屎蛋家弄得一團亂。憤怒的雪泥一擊就將複製人打倒在地，這時老怪博士趕到，一槍斃了複製人，並對自己試圖取代上帝來造物的罪過感到十分後悔。
雖然複製人已經收拾掉，但人人都認為鎮上大亂是屎蛋造成的，打算找他算帳，屎蛋的父母也質問屎蛋到底是怎麼一回事。這時雪泥挺身而出為弟弟辯護，說屎蛋自始而終都和自己待在一起。屎蛋備受感動，但雪泥隨即痛毆屎蛋，還拿除草機輾他。到了交作業的時間，失去複製人的小怪展示了一隻有五個屁股的猴子，而凱子則焦急地等著阿ㄆㄧㄚˇ的豬Fluffy分娩。終於，小豬誕生了，但長著一張葛屁老師的臉，表示葛屁老師與Fluffy發生過性關係。葛屁老師馬上將一獎頒給凱子。

## 製作
《象豬交合》由《南方四賤客》的兩位主創特雷·帕克和馬特·斯通編劇，而丹·史特林也參與了劇本創作。帕克與斯通原本打算將該集取名為《象豬打砲》（An Elephant Fucks a Pig），但在喜劇中心頻道的施壓下只好改名。喜劇中心也讓兩人刪除雪泥讓屎蛋著火的橋段，避免因播出類似音樂電視網（MTV）電視劇《癟四與大頭蛋》和《無厘取鬧》的危險情節而惹來議論。另外，兩人在編劇過程中決定將凱子設定成一名優等生，「比其他學生都聰明」。

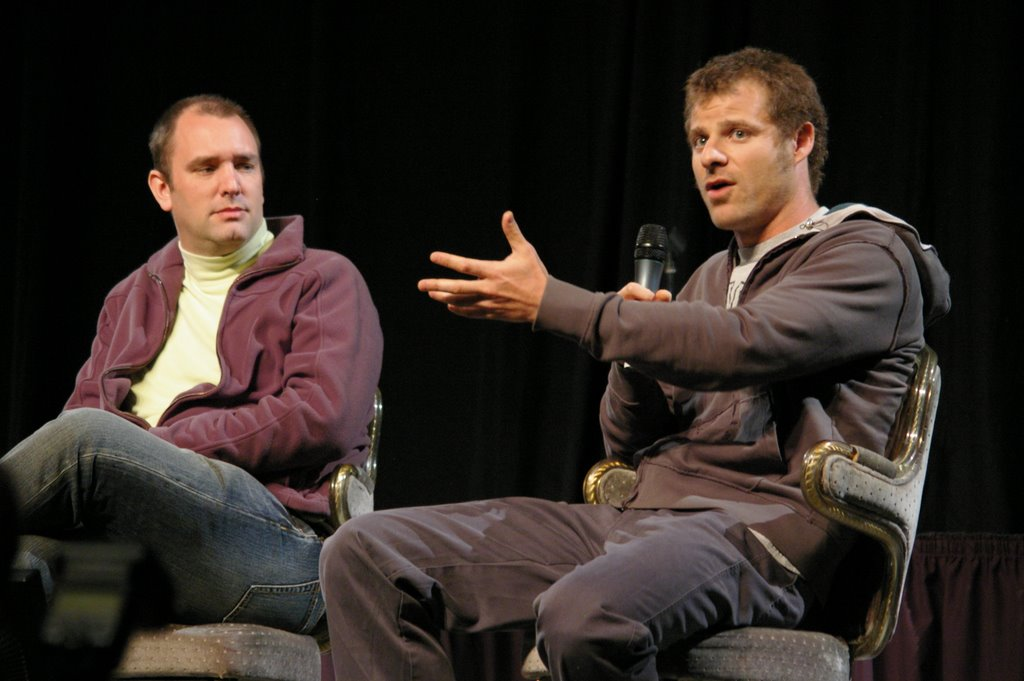
《南方四賤客》主創特雷·帕克（左）和馬特·斯通（右）撰寫了該集的劇本

屎蛋被姊姊雪泥毆打的情節源自帕克在童年時期的親身經歷。帕克的姊姊就叫做雪泥，年紀大帕克3歲。帕克表示，雖然姊姊不承認童年時有欺負他，但其實她常常毆打他並將他鎖在屋外數個小時。劇中，屎蛋企圖打親情牌來感動姊姊雪泥，說「妳是我姊，我愛妳」，但反而招來更猛烈的毒打，這一段落也是帕克的實際經歷。至於屎蛋要自己的複製人去攻擊姊姊的情節則源於帕克當時的幻想，在他的幻想中，一個更為壯碩的自己修理了姊姊一頓。另外，童年時帕克的姊姊為他解圍的情形也反映在劇中：該集末尾，雪泥替弟弟屎蛋辯護，屎蛋正要感謝她時又被她給揍倒在地。
屎蛋複製人的台詞源自MTV電視劇《How's Your News?》（帕克與斯通是該劇的製作人）中的一個弱智角色。兩人表示，屎蛋的複製人只會說類似之類的無意義短語，配音部分則由兩人輪番負責。為老爹配音的艾薩克·海耶斯透過來自紐約市的電話記錄下了所有台詞。其中一句台詞「現在我知道那些白人女人的感受了」讓帕克與斯通備感緊張，不過海耶斯沒有怨言地接受了。基因工程科學家老怪博士創造的一些成品（如有著多個屁股的動物和有著兔耳朵的金魚）取材自帕克在高中時畫的畫。
劇中，屎蛋四人在自助餐廳被皮皮惹怒的橋段原本是《南方四賤客》試播集《阿ㄆㄧㄚˇ的肛門探針》的刪減片段，因此不像《象豬交合》中的其他部分是電腦動畫，而是透過剪紙製成的定格動畫。

## 文化參照與彩蛋
《巴爾的摩太陽報》的塔瑪拉·艾金柏格（Tamara Ikenberg）表示該集「既是對基因工程的戲仿，也是對其邪惡一面的陳述」，特別是屎蛋複製人在南方公园大肆破壞的情節。屎蛋的姊姊雪泥和母親雪倫以及瘋狂科學家老怪博士在該集中首度登場。其中老怪博士參考自1996年電影《攔截人魔島》（改編自H·G·威尔斯撰寫的同名1896年小說）中由馬龍·白蘭度飾演的主角莫洛博士。老怪博士的原文名字取自浮士德傳說中的惡魔梅菲斯托費勒斯（Mephistopheles）。
英格蘭歌手兼作曲家艾爾頓·強出現在劇中老爹唱歌的橋段，是《南方四賤客》早期戲仿的名人之一，不過劇中強的歌聲並非由他本人獻聲，而是由特雷·帕克負責。帕克表示，許多人都認為強真的為《象豬交合》唱歌，因為自己模仿得太逼真了。該集中還有另一個音樂方面的彩蛋：老怪博士和老爹引用一個真實存在的加拿大搖滾樂團Loverboy的一首歌，這首歌關於豬和大象的DNA無法結合的事實。除此之外，《象豬交合》還參考了許多時下的流行文化。該集的最後一句台詞是阿ㄆㄧㄚˇ說的「做得不錯，豬」（That'll do pig），而這句台詞參考自1995年電影《我不笨，所以我有話說》的最後一句台詞。《我不笨，所以我有話說》以一隻會說話的豬為主角，是斯通最喜歡的電影之一。當屎蛋等人打算告訴包不了警官有關複製人的事時，包不了警官說「你們看太多《X檔案》了」。在皮皮登場的橋段，屎蛋問皮皮他怎麼會叫這個怪名字，皮皮回答道「我父親姓皮利普（Pirrip），我的洗禮名（又稱教名）是菲利普（Phillip），但我舌頭還未發育完全……」皮皮還沒說完就被阿ㄆㄧㄚˇ打斷。皮皮這番話和查爾斯·狄更斯小說《遠大前程》的第一句一模一樣，且該小說的敘事者兼主角就叫皮普（Pip，和皮皮同名）。

## 播出與反響
《象豬交合》於1997年9月10日透過喜劇中心頻道在美國首播。數家媒體將該集評為最受歡迎的《南方四賤客》早期集數之一。《新聞日報》的湯姆·卡森（Tom Carson）認為，《象豬交合》是最粗俗的《南方四賤客》集數，直到3個月後《圣诞便便，黄金先生》播出時才被取代。許多評論家表示，從該集的標題就能看出《南方四賤客》的無拘無束和原創性。《達拉斯晨報》的克里斯·瓦格納（Chris Vognar）表示「像《象豬交合》這樣的標題，放眼業界可說是獨一無二」
《巴爾的摩太陽報》的塔瑪拉·艾金柏格表示，《象豬交合》證明了《南方四賤客》能以「富想像力、超凡入聖的天賦」來描繪基因工程這類有道德倫理問題的議題。澳大利亞墨爾本的報紙《世紀報》評論道，片中的政治錯誤過火又冒犯人，但卻引人發笑。《洛杉磯時報》的霍華·羅森柏格（Howard Rosenberg）給予《象豬交合》好評，並表示該集末尾對人獸交的暗示顯現出該節目的粗俗低級，而該節目不會被所有觀眾所接納的事實也就顯而易見。
《佛雷斯諾蜂新聞報》的瑞克·班特利（Rick Bentley）認為，該集最大的笑點在於老爹唱歌給大象和豬聽的橋段。2008年，《埃及日報》的艾莉西亞·韋德（Alicia Wade）表示，「儘管過了10多年，《象豬交合》和其有關基因工程的主題依舊令人感到新鮮」。2009年，IGN的崔維斯·菲克特（Travis Fickett）給予該集8.3分（滿分10分）的評價，並評論道「《象豬交合》有些駭人，帶點冒犯意味，但若以大開殺戒的突變生物和五個屁股的猴子為前提，似乎就解釋得通了。劇中的一切都是典型的《南方四賤客》風格」。

## 家庭媒體
1998年5月5日，《象豬交合》與另外五集——《阿ㄆㄧㄚˇ的肛門探針》、《增肥4000》、《火山爆發》、《基哥哥愛之船》及一同收錄在三卷VHS中發行。這也是《南方四賤客》推出家用媒體的首例。該集與《死亡》一同收錄在第三卷VHS中。《象豬交合》後還收錄在於2002年11月12日推出、由華納家庭娛樂發行的《南方四賤客》第一季DVD套裝中。帕克和斯通為每集都錄製了評論音軌，但由於其中某些語句涉及的「標準」問題而未納入DVD，兩人都不接受DVD收錄這些音軌所需要的剪輯和審查，最終所有評論音軌都是經CD單獨發行。
老爹給大象和豬催情的歌曲《今晚正適合戀愛》收錄在1998年發布的《南方四賤客》原聲帶中。搖滾歌手肉卷和老爹的配音員艾薩克·海耶斯為原聲帶獻聲。2000年，匹茲堡的一間公司買下六部《南方四賤客》集數的發布權，其中包含《象豬交合》。人們可以在該公司網站SightSound.com付費下載，这是在網路上下載電視節目的先例。